# Anthony Wallace (Fußballspieler)
Anthony Alexander Wallace (* 26. Januar 1989 in New York City) ist ein ehemaliger US-amerikanischer Fußballspieler jamaikanischer Abstammung auf der Position eines Abwehr- und Mittelfeldspielers. 
Trotz seiner verhältnismäßig geringen Spielpraxis wurde er vom US-Nationaltrainer Bob Bradley für ein freundschaftliches Länderspiel gegen Chile nominiert, bei dem er am 22. Januar 2011 zusammen mit Sean Franklin, Zach Loyd, Jeff Larentowicz, Sean Johnson, Chris Wondolowski und Eric Alexander sein Nationalmannschaftsdebüt für sein Heimatland gab.

## Vereinskarriere

### Karrierebeginn in Florida
Anthony Alexander Wallace wurde im Jahre 1989 im New Yorker Stadtbezirk Brooklyn als Sohn der gebürtigen Jamaikaner Anthony und Audrey Wallace geboren und hat zudem eine ältere Schwester mit dem Namen Amanda, die seit dem Jahre 2006 beim US-Konzern Wal-Mart in ihrer späteren Heimatstadt St. Petersburg angestellt ist. Im Alter von etwa zwei Jahren zog Anthony Wallace schließlich mit seiner Familie ins eben genannte St. Petersburg in den Sonnenschein-Staat Florida. Dort besuchte er nach Grundschule und Junior-High die lokale Lakewood High School, an der er unter anderem auch im schuleigenen Fußballteam antrat, und schloss seine dortige Schulausbildung im Jahre 2006 ab. Parallel dazu kam der jamaikanischstämmige Fußballspieler, der bereits zu dieser Zeit zumeist im defensiven Bereich eingesetzt wurde, von 2004 bis 2006 auch für die Mannschaften des Edison Academic Centers, welches zur IMG Soccer Academy mit Sitz in Bradenton gehört, eingesetzt. Bereits mit 14 Jahren wurde er ins Olympic Development Programm aufgenommen und kam durch dieses Programm auch in ersten Kontakt mit dem US-amerikanischen Fußballverband bzw. dessen Nachwuchsnationalteams. Als vormaliger Fan von Tampa Bay Mutiny, besonders von Torjäger Roy Lassiter, besuchte er in seiner Jugend regelmäßig die Spiele seines Lieblingsteams und beschloss bereits zu dieser Zeit selbst einmal in den Profifußball einzusteigen. Nach einer erfolgreichen Zeit in Bradenton wurde Wallace noch im Jahre 2006 von der University of South Florida aufgenommen, wo er schließlich im Herrenfußballteam der Universitätssportabteilung, South Florida Bulls, eingesetzt wurde. Bei den Bulls startete er in allen 19 Meisterschaftspartien und kam dabei zur einzigen Torvorlage in der Freshmen-Saison, die auch die einzige bleiben sollte, die er an einer Universität absolvierte. Gleich danach ergatterte Wallace einen Generation-Adidas-Vertrag und kam über den MLS SuperDraft 2007 in die Major League Soccer, die höchste Spielklasse im nordamerikanischen Fußball.

### Über den FC Dallas zu den Colorado Rapids
Beim SuperDraft wurde er als neunter Pick in der ersten Runde zum FC Dallas nach Texas gedraftet. Dort wurde der vielseitig einsetzbare Spieler, der auf sämtlichen Mittelfeld- und Abwehrposition zum Einsatz kommen kann, allerdings nur sehr sporadisch eingesetzt und verbrachte den größten Teil im Reserveteam mit Spielbetrieb in der MLS Reserve Division. Sein Profidebüt gab er am 15. September 2007 bei der 2:4-Auswärtsniederlage gegen New England Revolution, wo er als zentraler Mittelfeldakteur eingesetzt wurde, von Beginn an spielte und ab der 69. Spielminute durch Arturo Alvarez ersetzt wurde. Dies blieb auch sein einziger Profieinsatz in dieser Saison. Daneben folgten insgesamt zehn von zwölf möglich gewesenen Einsätzen in der Reservemannschaft. In der folgenden Spielzeit versuchte er sich weiter am Durchbruch im Profiteam, brachte es jedoch abermals auf nur wenige Einsätze in der Major League Soccer. Diesmal brachte er es zwar schon auf fünf Ligaeinsätze, davon vier Einsätze von Beginn an, konnte sich aber noch lange nicht als Stammspieler durchsetzen. Auch in dieser Saison brachte er es auf zehn Einsätze in der Reservemannschaft des Klubs. Im Spieljahr 2009 schien es, als würde Defensivakteur langsam den Weg ins Profiteam schaffen, ehe ihn jedoch eine schwerwiegende Verletzung am Knie Mitte September aus der Bahn warf und er für den Rest der Saison verletzungsbedingt pausieren musste. Bis zu diesem Zeitpunkt hatte er es auf sechs Starts bei insgesamt sieben Ligaeinsätzen gebracht, wobei er es auf beinahe 500 Einsatzminuten brachte. Bereits zur darauffolgenden Saison zeichnete sich ein Wechsel gebürtigen New Yorkers ab, der nur bedingt an Spielpraxis sammeln konnte. Nach nur zwei Kurzeinsätzen für den Klub aus Frisco, einem Vorort von Dallas, wechselte Wallace per 30. Juli 2010 innerhalb der Liga zu den Colorado Rapids.
Der Wechsel kam zustande, indem die Colorado Rapids als Tausch für Anthony Wallace einen Viertrunden-Pick für den MLS SuperDraft 2011 sowie einen weiteren Pick im MLS SuperDraft 2012 an den FC Dallas abgaben. Einer der Mitgründe für sein vorzeitiges Verlassen war unter anderem auch die Aufnahme der beiden zumeist als Linksverteidiger eingesetzten Spieler Jair Benitez oder Heath Pearce, durch die er einen möglichen Stammplatz in der Abwehrreihe des Franchises abgeben musste und so in gewisser Weise zu einer geringeren Spielpraxis gezwungen wurde. Auch bei den Rapids feilte der junge Defensivmann an seinem Durchbruch, was ihm mitunter auch gelang, als er bis zum Saisonende in insgesamt sieben Ligapartien von Beginn an spielte und zudem auch noch in allen vier Play-off-Spielen seines Teams eingesetzt wurde. Mit der Mannschaft gewann er schließlich den MLS Cup, das Finalspiel jeder MLS-Saison, gegen seinen ehemaligen Klub, den FC Dallas mit 2:1 nach der Verlängerung. In dieser Saison gelang ihm auch seine erste Torvorlage im Profifußball. Zudem wurde er vom Team am 24. November 2010 durch die Ligaexpansion durch zwei neue Teams im MLS Expansion Draft 2011 von den Portland Timbers gewählt, nachdem er zuvor von seinem Team freigegeben wurde. Durch die Allocation-Regelung und die damit verbundene Geldsumme wurde der jamaikanischstämmige Defensivallrounder wieder zurück zu den Colorado Rapids geholt, noch bevor die neue Spielzeit überhaupt gestartet war. Im aktuell (Stand: 29. Juni 2011) noch immer laufenden Spieljahr 2011 scheint Wallace langsam aber sicher den Durchbruch zu schaffen, wobei er es bis dato auf bereits neun Ligaeinsätzen und einen Assist gebracht hat.

## Nationalmannschaftskarriere
Nachdem Anthony Wallace bereits als 14-Jähriger durch das Olympic Development Programm, kurz ODP genannt, Erfahrungen mit dem US-Fußballverband und dessen verschiedene Nationalauswahlen gesammelt hatte, wurde er ab 2004 regelmäßig in der US-amerikanischen U-17-Auswahl eingesetzt, für die er es bis etwa 2006 auf insgesamt 46 Spiele gebracht hatte. Dabei gelangen ihm neben neun Assists auch vier Treffer ins gegnerische Tor. Dazu zählen vermutlich auch die neun Einsätze, die er mit der U-17-Mannschaft des Jahrgangs 1989 absolvierte, und die zumeist nur gegen Vereins-, Universitäts- oder Lokalmannschaft austragen wurden. Nachdem er während dieser Zeit auch bereits für das U-18- sowie das U-20-Nationalteam spielberechtigt war und bereits im Jahre 2006 (zusammen mit seinen Bulls-Teamkollegen Jordan Seabrook und Neven Subotić) mit dem U-20-Team mittrainierte, gab er sein offizielles Debüt für die Mannschaft allerdings erst im darauffolgenden Jahr 2007. Mit der Mannschaft nahm er unter anderem an der U-20-Fußball-Weltmeisterschaft 2007 in Kanada teil, wo er zu einem der jüngsten Spieler im 21-Mann-Aufgebot der USA gehörte. Im Turnier selbst schaffte das von Thomas Rongen trainierte Team schließlich den Einzug ins Viertelfinale, wo es dann allerdings gegen die stark auftretenden Alterskollegen aus Österreich mit 1:2 unterlag. Im Turnier wurde er in vier Länderspielen eingesetzt und brachte es bis zum Ende seiner Zeit im Juniorennationalteam im Jahre 2009 auf 25 Einsätze und zwei Tore. Parallel dazu durfte Wallace unter anderem im Januar 2008 mit der U-23-Auswahl mittrainieren und wurde schließlich noch im Dezember 2010 für ein freundschaftliches Länderspiel gegen Chile von Nationaltrainer Bob Bradley in die A-Nationalmannschaft der USA geholt. Das Spiel, das am 4. Januar 2011 ausgetragen wurde, war Teil des Wintertrainingslager der US-Amerikaner. Anfang Januar kam er schließlich beim 1:1-Remis der US-Amerikaner gegen Chile zu seinem Teamdebüt, als er ab der 73. Minute den ebenfalls debütierenden Zach Loyd in der Abwehrreihe der USA ersetzte. Insgesamt kamen an diesem Tag neben Anthony Wallace mit Zach Loyd, Sean Franklin, Jeff Larentowicz, Sean Johnson, Chris Wondolowski und Eric Alexander gleich sechs weitere US-Amerikaner zu ihrem Teamdebüt.

## Erfolge

### Jugend
- 2005: MVP beim Ballymena International Tournament
- 2005: Wahl in die NSCAA/adidas Boys Youth All-America Team-Selection
- 2005: Teilnehmer des Elite Soccer Programs
- „PARADE“ All-America

### Verein
- 2010: MLS-Cup-Sieger mit den Colorado Rapids

### Nationalmannschaft
- 2007: U-20-WM-Teilnehmer mit den USA

## Trivia
- Im Dezember 2006 nahm Wallace an einer Trainingseinheit mit den Spielern des FC Everton teil, als diese im Pizza Hut Park in Frisco zu Gast waren. Da er durch seine Leistungen auffiel, soll der jamaikanischstämmige Defensivakteur sogar einen Angebot des Premier-League-Klubs erhalten haben, das der Spieler allerdings abgelehnt haben soll, da er meinte weiter an der Universität Erfahrung sammeln zu wollen.

- Im Jahre 2009 nahm er zum bereits zweiten Mal in Folge mit der Generation-Adidas-Klasse an einem Trip durch Südafrika teil, wo er unter anderem auch einige Spiele absolvieren musste.

- Während seiner Jugend wurde Anthony Wallace beim Ballymena International Tournament im April 2005 zum MVP des Turniers gewählt. Zudem wurde er in diesem Jahr auch in die NSCAA/adidas Boys Youth All-America Team-Selection gewählt und war zudem Teilnehmer des Elite Soccer Programs im selben Jahr. Außerdem erhielt er in dieser Zeit auch „PARADE“ All-America-Ehrungen.

- In seinem ersten Studienjahr wurde er von College Soccer News zu den 100 freshmen from coast to coast to keep an eye on gezählt.